# Iain Paxton
Pour les articles homonymes, voir Paxton.
Pas d'image ? Cliquez ici

b Matchs officiels uniquement.
Dernière mise à jour le 19 mai 2025.
Iain Paxton, est né le 29 décembre 1957 à Dunfermline. C’est un joueur de rugby à XV qui a joué avec l'équipe d'Écosse, évoluant au poste troisième ligne centre.

## Carrière
Iain Paxton disputr son premier test match le 13 juin 1981 contre l'équipe Nouvelle-Zélande. Il dispute son dernier test match le 19 novembre 1988 contre l'équipe d'Australie.
Paxton a joué quatre matchs de la Coupe du monde 1987.
Il a disputé cinq test matchs avec les Lions britanniques.

## Palmarès
- 36 sélections
- 5 essais, 20 points
- Sélections par années : 4 en 1981, 6 en 1982, 3 en 1983, 4 en 1984, 4 en 1985, 4 en 1986, 8 en 1987, 3 en 1988
- Tournois des Cinq Nations disputés: 1981, 1982, 1983, 1984, 1985, 1986, 1987, 1988

- Grand Chelem en 1984

- Cinq test matchs avec les Lions britanniques, 4 en 1983 et 1 en 1986.